# Curacoa (vulkaan)
De Curacoa is een submariene vulkaan gelegen ten zuiden van het Curacoa Rif in het noorden van Tonga. Het is bekend dat de vulkaan in 1973 en 1979 uit meerdere openingen uitgebarsten is. De uitbarsting in 1973 produceerde een soort van dacieten vlot van puimsteen. Die uitbarsting had een kracht van VEI3.